# 페드로 카도소

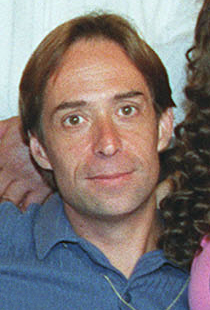

페드로 카도소(Pedro Cardoso, 1962년 12월 31일 ~ )는 브라질의 배우, 각본가이다.

## 영화
- BR 716 (2016년)
- 리디머 (2004년)
- 복사 가게 소년 (2003년)
- 보사 노바 (2000년)
- 포데이즈 인 셉템버 (1997년)
- 스텔린하 (1990년)